# 上茶谷大河
上茶谷 大河（かみちゃたに たいが、1996年8月31日 - ）は、京都府京都市北区出身のプロ野球選手（投手）。右投右打。福岡ソフトバンクホークス所属。

## 経歴

### プロ入り前
金閣小学校1年の時から軟式チーム・金閣リトルタイガースで野球を始める。衣笠中時代は京都レッドベアーボーイズに所属した。京都学園高等学校では甲子園出場はなかった。
卒業後は東洋大学法学部法律学科に進学。同期に甲斐野央・梅津晃大・中川圭太・藤井聖・末包昇大がいた(藤井とは学部学科も同じ)。2年冬には右手中指の血行障害で手術したが4年時、5月31日の駒澤大学戦でリーグ新記録となる1試合20奪三振を達成、亜細亜大学との優勝決定戦では中村稔弥と3連投の投げ合いを演じ、2勝1敗で、3連覇に貢献しMVPと最優秀投手を受賞した。
2018年10月25日に行われたドラフト会議で共に1位抽選を外した横浜DeNAベイスターズと東京ヤクルトスワローズから1位指名を受け、抽選の結果DeNAが上茶谷の交渉権を獲得した。担当スカウトは武居邦生。11月7日に契約金1億円プラス出来高5000万円、年俸1500万円で仮契約を結んだ（金額は推定）。背番号は27に決まった。

### DeNA時代
2019年、新人ながら開幕ローテーション入り。4月2日の開幕4戦目で先発し、7回1失点と好投したものの勝敗はつかなかった。その後、5度先発するも0勝3敗と黒星が先行。6月1日の東京ヤクルトスワローズ戦（横浜スタジアム）で、プロ初完投・初完封を記録した。また、同試合では2回裏に初打点を記録した。7月30日のヤクルト戦では6連勝を記録するも、最終的に7勝6敗、防御率3.96を記録。オフに2800万円増となる推定年俸4300万円で契約を更改した。
2020年は、開幕直前で右肘の炎症によって離脱した。7月24日に一軍復帰し、9月24日の阪神タイガース戦（甲子園）では、プロ最多の144球を投げ、完封勝利と2桁奪三振を達成するなど2勝を挙げたが、9月30日のヤクルト戦で2敗目を喫して二軍に降格した。シーズン通算では11試合に登板し、2勝3敗、防御率4.12を記録。オフに現状維持となる推定年俸4300万円で契約を更改した。
2021年は開幕ローテーションに入るも4月24日の阪神戦（甲子園）で初回に6失点を喫しそのまま降板、防御率は10.69まで悪化し、翌日に二軍に降格した。その後しばらく二軍で調整を続けていたが、10月8日の中日ドラゴンズ戦（横浜）で、380日ぶりの白星を手にした。シーズン通算では8試合に登板し、1勝3敗、防御率7.15を記録。オフに1000万円減となる推定年俸3300万円で契約を更改した。
2022年は、オープン戦で先発するも失点を繰り返し、開幕からリリーフに回っていたが、開幕戦で先発した東克樹が一時離脱した影響で、代役として4月1日のヤクルト戦（神宮球場）でシーズン初先発。7回を80球で1失点に抑える好投で勝利投手となった。4月16日のヤクルト戦（横浜スタジアム）では91球で完封勝利し、マダックス（100球未満で完封の意味）を達成した。しかし、その後は勝利を重ねられず5月28日の埼玉西武ライオンズ戦（ベルーナドーム）では、3回10失点で5敗目を喫し二軍に降格。その後、調整を経て一軍登録され、6月8日の北海道日本ハムファイターズ戦（札幌ドーム）で先発を任されたが、3回にベースカバーに入った際に左足首を捻り転倒し、立ち上がることが出来ずそのまま交代。左足首の捻挫と診断され、6月9日に再び登録抹消された。7月10日に発熱と倦怠感があり、新型コロナウイルスの陽性判定を受け実戦から遠ざかる。9月9日の阪神タイガース戦（横浜スタジアム）で先発を任され一軍復帰し、久々の登板で初回に連続四球を出し2失点するが、その後は抑え5回2失点で5か月ぶりの3勝目を挙げた。最終的に13試合に登板し、3勝6敗、防御率4.73を記録。オフに100万円増となる推定年俸3400万円で契約を更改した。
2023年は、オープン戦は先発として調整するも、開幕直前にリリーフへの転向を命じられた。シーズンに入るとロングリリーフ、ビハインドでのモップアップ、ショートスターター、厳しい場面での火消しなど様々な場面を任されながらも好投を続け、チームを支えた。シーズン終盤には勝ちパターンも任され、最終的に一度も二軍に落ちることなく46試合、64イニングに登板、5勝3敗4ホールド、防御率2.11の成績を残し、12月14日には1800万円アップの推定年俸5100万円で契約を更改した。
2024年も、開幕からリリーフに回っていたが、失点が続き、4月29日に登録を抹消された。5月26日に一軍に合流したが、6月7日の福岡ソフトバンクホークス戦の打席で放った打球が右ゴロとなり、一塁ベースを駆け抜けたときに足を捻って転倒し、左足首の捻挫と診断され翌日登録を抹消された。リハビリから復帰後、二軍では先発としても登板し調整を続け、9月16日にリリーフ要員として再び一軍に合流したが、10月17日に登録を抹消され、18試合の登板で2勝2敗1ホールド、防御率4.37という成績でシーズンを終えた。その後チームは日本シリーズに進んだが、出場資格者名簿には入れなかった。11月1日に1200万円減の推定3900万円で契約を更改した。オフシーズンには、再び先発に挑戦するため、メキシコウィンターリーグのアルゴドネロス・デ・グアサベに派遣された。

### ソフトバンク時代
2024年12月9日に開催された現役ドラフトで福岡ソフトバンクホークスに移籍した。背番号は64。
2025年はキャンプをA組でスタートするも、右肘の違和感のため初日から投球を控え、2月11日にリハビリ組に合流。2月14日、右肘関節クリーニング術を受けたことが発表された。3月29日にブルペンでの投球を再開すると、5月6日には打撃練習に登板した。

## 選手としての特徴
スリークォーターから最速152km/hのストレートとカットボールを中心に投げ込む。その他の変化球は120km/h台のカウントの取れるスライダー、タイミングをずらすカーブ、落ち玉としてはチェンジアップ、SFFと豊富。2022年シーズンからはシュートも取り入れている。
軸としているカットボールは握りや曲げ方を変えた3～4球種があり、主にストレートの要素が強い140km/h台のボールやスライダーの軌道に近い130km/h台後半のボール、130km/h前半で縦に落ちるボールを投げる。
また、ダルビッシュ有直伝のスライダーに近い変化の大きいカットボール、三浦大輔直伝の超スローカーブもプロ入り後から使用している。カットボールの対となる球種としてツーシームもチームメイトである大貫晋一を参考に習得に励んでいる。2022年の春季キャンプに訪れた佐々木主浩からフォークボールのコツを伝授してもらった。
他の選手の形態模写が得意で、打席では坂本勇人や山田哲人を真似した打撃フォームを取り入れており、ヒットを打つときは坂本のフォームを真似しているときが多い。

## 人物
- 愛称は「かみちゃ」[56]。
- 幼少期は巨人ファンで、阿部慎之助を応援していた[57]。
- 明るい人柄の持ち主で、チームのムードメーカー的存在[58]。
- チームメイトの前や球団公式Twitterで同僚選手（時には他球団の選手）のモノマネを披露することがある[59]。
- 自身の投球フォームも模索するあまりバラバラになってしまい、三浦大輔監督からモノマネ禁止令を出されたことがある[60]。
- 横浜スタジアムでトレバー・バウアーがヒーローインタビューを受ける際に発する日本語のネタを仕込んでいるのが上茶谷である[61]。またバウアーのvlogにおいては、上茶谷が「投手/スピーチライター」として紹介されている[62]。

## 詳細情報

### 年度別投手成績
| 年 度     | 球 団     | 登 板 | 先 発 | 完 投 | 完 封 | 無 四 球 | 勝 利 | 敗 戦 | セ 丨 ブ | ホ 丨 ル ド | 勝 率 | 打 者 | 投 球 回 | 被 安 打 | 被 本 塁 打 | 与 四 球 | 敬 遠 | 与 死 球 | 奪 三 振 | 暴 投 | ボ 丨 ク | 失 点 | 自 責 点 | 防 御 率 | W H I P |
| --------- | --------- | ----- | ----- | ----- | ----- | -------- | ----- | ----- | -------- | ----------- | ----- | ----- | -------- | -------- | ----------- | -------- | ----- | -------- | -------- | ----- | -------- | ----- | -------- | -------- | ------- |
| 2019      | DeNA      | 25    | 24    | 1     | 1     | 0        | 7     | 6     | 0        | 0           | .538  | 584   | 134.0    | 136      | 14          | 51       | 6     | 3        | 102      | 3     | 1        | 68    | 59       | 3.96     | 1.40    |
| 2020      | DeNA      | 11    | 11    | 1     | 1     | 0        | 2     | 3     | 0        | 0           | .400  | 247   | 59.0     | 57       | 8           | 20       | 2     | 2        | 50       | 4     | 0        | 29    | 27       | 4.12     | 1.31    |
| 2021      | DeNA      | 8     | 7     | 0     | 0     | 0        | 1     | 3     | 0        | 0           | .250  | 155   | 34.0     | 37       | 5           | 17       | 1     | 1        | 26       | 1     | 0        | 27    | 27       | 7.15     | 1.59    |
| 2022      | DeNA      | 13    | 12    | 1     | 1     | 1        | 3     | 6     | 0        | 0           | .333  | 278   | 66.2     | 65       | 8           | 17       | 3     | 2        | 49       | 0     | 1        | 40    | 35       | 4.73     | 1.23    |
| 2023      | DeNA      | 46    | 1     | 0     | 0     | 0        | 5     | 3     | 0        | 4           | .625  | 270   | 64.0     | 53       | 3           | 26       | 4     | 4        | 54       | 3     | 0        | 21    | 15       | 2.11     | 1.23    |
| 2024      | DeNA      | 18    | 0     | 0     | 0     | 0        | 2     | 2     | 0        | 1           | .500  | 110   | 22.2     | 32       | 3           | 11       | 2     | 1        | 16       | 0     | 0        | 14    | 11       | 4.37     | 1.90    |
| 通算：6年 | 通算：6年 | 121   | 55    | 3     | 3     | 1        | 20    | 23    | 0        | 4           | .465  | 1644  | 380.1    | 380      | 41          | 142      | 18    | 13       | 297      | 11    | 2        | 199   | 174      | 4.12     | 1.37    |

- 2024年度シーズン終了時
- 各年度の太字はリーグ最多

### 年度別守備成績
| 年 度 | 球 団 | 投手  | 投手  | 投手  | 投手  | 投手  | 投手     |
| 年 度 | 球 団 | 試 合 | 刺 殺 | 補 殺 | 失 策 | 併 殺 | 守 備 率 |
| ----- | ----- | ----- | ----- | ----- | ----- | ----- | -------- |
| 2019  | DeNA  | 25    | 8     | 19    | 2     | 3     | .931     |
| 2020  | DeNA  | 11    | 8     | 11    | 0     | 1     | 1.000    |
| 2021  | DeNA  | 8     | 1     | 7     | 0     | 2     | 1.000    |
| 2022  | DeNA  | 13    | 7     | 18    | 0     | 1     | 1.000    |
| 2023  | DeNA  | 46    | 3     | 8     | 2     | 0     | .846     |
| 2024  | DeNA  | 18    | 2     | 6     | 0     | 0     | 1.000    |
| 通算  | 通算  | 121   | 29    | 69    | 4     | 7     | .961     |

- 2024年度シーズン終了時

### 記録
初記録
投手記録
- 初登板・初先発登板：2019年4月2日、対東京ヤクルトスワローズ1回戦（明治神宮野球場）、7回1失点で勝敗つかず
- 初奪三振：同上、1回裏に荒木貴裕から空振り三振
- 初勝利・初先発勝利：2019年5月18日、対東京ヤクルトスワローズ8回戦（明治神宮野球場）、5回2/3を3失点3奪三振
- 初完投勝利・初完封勝利：2019年6月1日、対東京ヤクルトスワローズ11回戦（横浜スタジアム）、9回4安打無失点6奪三振[63]
- 初ホールド：2023年9月2日、対読売ジャイアンツ20回戦（横浜スタジアム）、6回表二死から3番手で救援登板、1回1/3を無失点

打撃記録
- 初打席：2019年4月2日、対東京ヤクルトスワローズ1回戦（明治神宮野球場）、3回表に原樹理から二ゴロ
- 初安打：2019年5月18日、対東京ヤクルトスワローズ8回戦（明治神宮野球場）、4回表に石川雅規から中前安打
- 初打点：2019年6月1日、対東京ヤクルトスワローズ11回戦（横浜スタジアム）、2回裏に清水昇から中前適時打[64]

その他の記録
- 1イニング4奪三振：2019年7月2日、対阪神タイガース13回戦（横浜スタジアム）、5回表に髙山俊、木浪聖也、近本光司（振り逃げ）、糸原健斗から ※史上24人目

### 背番号
- 27（2019年[9] - 2024年）
- 64（2025年[44] - ）